# マント事件
マント事件（マントじけん）とは、菊池寛が第一高等学校3年生だった1913年（大正2年）に、友人の佐野文夫の身代わりとなって同校を退学となった事件。菊池寛のその後の人生観や運命が大きく左右されることとなった出来事である。

## 事件の発端

### 佐野のデート
1913年（大正2年）4月、当時第一高等学校文科3年の菊池寛の親しい同級生の中に同じ南寮8号部屋の佐野文夫がいた。菊池は一高に入学した当初から、同じクラスの佐野の天才ぶりに惹かれ、その自信満々な明晰な湿りのある声で先生と対等に話す姿に感銘して以来、積極的に佐野に近づいていき友人関係を深めていた。
3年生当時の佐野は、独法科の倉田百三から紹介された妹の倉田艶子と交際していた。日本女子大学校に通う艶子は18歳で、寮には佐野宛の艶子からの桃色の封筒がよく届いていた。
4月のある日、佐野は艶子との戸山ヶ原でのデートに、一高のシンボルであるマントを着ていきたいと思ったが、自分のマントは質入れしていたため、同室の佐藤のマントを借りて試着した。しかしそのマントは丈が少し長すぎ、気取り屋の佐野には気に入らなかった。
佐藤にマントを返した佐野は、部屋を出てからしばらくして違うマントを着て自室に戻ってきて、そのまま艶子とのデートに出かけて行った。デートが終って、その日はそれで何ごともなく済んだが、他人のものを黙って持ち出してきたそのマントを、佐野はそのまま返さずにいた。

### マントの質入れ
2日ほど後、佐野と菊池は金に窮してそのマントを一時質入れすることにした。佐野は菊池にマントのことを、同県人の先輩大学生の黒田から借りたものと言っていた。日頃から自分の蒲団などを質入れしていた菊池は、白昼堂々そのマントを着て質屋に行った。普段はマントなど着たことのない菊池が珍しくマントを着て校門を出て、帰りは手ぶらで戻ってきた姿は人目に付いた。
その夜、成瀬正一とトランプをしていた菊池は、寄宿舎の生徒監の谷山初七郎に呼び出された。菊池が質入れしたマントは盗難届が出されていたもので、北寮の1年生の部屋から紛失していたものだった。谷山や大沼という年配の体育教師にマントの入手先を問い詰められた菊池は自分の嫌疑を晴らしたかったが、佐野は郷里の人を東京案内していて不在であった。
とりあえず菊池は親友を守るため（佐野に会ってから真相を確かめてから善後策を講じようと思い）、その場は自分が盗んだことにして寮務室を出ることを考えた。一高名物の鉄拳制裁が怖かった菊池は、自分が殴られるか大沼先生に聞くと、退学となれば制裁は受ける必要はないと言われ、「じゃとにかく僕がしたことにしましょう」と退出した。

### 菊池の自己犠牲
その夜遅くに帰寮した佐野に菊池がマントの件を質すと、佐野は「どうしよう。どうしよう」と蒼白になり、親や親戚に合わせる顔がないと悲鳴をあげて泣き出した。佐野の父・佐野友三郎は図書館学者として有名で、長男の佐野に不祥事があれば山口県立山口図書館長の職を辞するおそれがあった。佐野は、クリスチャンの父の勧めで子供の頃に教会に通ったこともあった。
色白の佐野は眉目秀麗で頭脳明晰な秀才のため華やかな存在であったが、性格的には脆弱で病的な盗癖の持主でもあった。菊池は、天才的でもあった佐野のことを、「落着いた頭のいゝ男であるが、どこか狂的な火のやうなものを持つてゐた」とのちに語っている。菊池は泣きじゃくる親友の佐野を見て、そのまま自分が罪をかぶることを決意した。菊池は、佐野や他の同級生より4歳も年上で親分気質なところがあり、一高を卒業しても大学に行く学資金の当てもなく、やや自棄的な気持にもなっていた。
5年後、この出来事をモデルにした短編小説「青木の出京」を執筆した菊池は、「ロマンチックな感激と、センチメンタルな陶酔――それらのものを雄吉は、後年どれだけ後悔し、どれだけ憎んだかわからないが――とで、彼の心はいつぱいになつた。（中略）俺は一人の天才、一人の親友を救ふといふ英雄的行動を、あへてなした勇士のごとき心持で」と、そのときの心情を主人公に語らせ、その後の随筆「半自叙伝」でも、自身本来の情熱的な気質に触れている。
また、菊池は佐野に対して同性愛的慕情も抱いていたため、愛する佐野を庇うため自らが犠牲になる道を選んだ面もあった。菊池自身はそれを特に語ってはいないが、菊池の同性愛とマント事件の関わりについては、友人の久米正雄や、知人の江口渙も触れており、この事件を論文などで取り上げた東條文規や関口安義などからも指摘されている。菊池には一高以前にも同性愛的思慕の相手があり、高松中学校時代に英語を教えた美少年の下級生・渋谷彰に出したラブレターや交換日記も残されている。
菊池は一高入学前に、徴兵猶予のために在籍していた早稲田大学の図書館で読んだ井原西鶴全集に感激し、その中でも、とりわけ『男色大鑑』に「随喜の涙」をこぼしたほど感動を覚えていた。『男色大鑑』には、男同士の義理、仁義、献身、自己犠牲などの純粋な愛情を讃美するような物語の数々が描かれ、「グライヒゲシュレヒトリヒ」（ドイツ語で「同性愛的な」の意）の傾向にあった菊池の愛読書となっていた。

## 菊池の退学

### 同級生への波紋
結局、菊池は抗弁しないまま、退学処分を受け入れて一高を去ることになった。菊池を慕っていた同寮の成瀬正一は菊池の突然の退学事件にショックを受け、しばらくは理由や事情の分らないまま心配をする毎日であった。佐野から、菊池が大学の本科に入学できるよう高等学校検定試験を受けさせるため奔走している、と聞いていた成瀬は、「佐野の様な親切な友を持つた彼は何と幸福だらう」と勘違いして日記に綴っていた。
同じく同級生だった長崎太郎は、その頃は寮生でなかったので菊池の退学の噂を学校で知った。長崎が佐野に問うと、「菊池はマントを盗み、退学になる筈だ」と答えたため、驚いて詳細や経緯の説明をさらに佐野に求めるが、菊池が破廉恥なことをしたので退学になったと言うだけで、菊池の居場所を訊ねても教えてくれなかった。

### 長崎太郎の奔走
菊池はその後のある夜、クリスチャンの長崎を訪ねて「他言しない」条件で退学の経緯と事件の真相を告げた。真実を長崎に語った菊池は、「俺は人間のうち誰か一人でよいから此の事実を知つて置いてもらい度いのだ。その一人に君を選んだ。総ての人が俺を泥棒と呼んでも、俺が泥棒でない事を君にだけには知つて置いてもらい度い」として、最後に「君の知る通り俺は佐野を愛して居る。その為めに俺は佐野の犠牲になるのだ」と告げたという。
事実を知った長崎は苦悶し、再び佐野に聞くが、佐野は菊池がやったと突っぱねるだけだった。
長崎は意を決し、菊池と佐野の救済を求めて校長の新渡戸稲造に相談した。新渡戸からは「私にまかせてもらいたい。適当の処置を講じようから」という返答を得たが、校長を退任することがすでに決まっていたため、後任の校長となった瀬戸虎記にも長崎は事情を説明し、「善処する」という約束を取り付けた。

### 菊池の決心の固さ
だが、学校側に呼ばれた菊池は前言を翻すことなく、退学することとなった。菊池がもしもこの時に自分の無実を告白すれば、学校側は菊池を復学させると同時に、佐野の罪も不問にする手筈となっていたが、菊池はその意図を知らなかった。菊池はその後、長崎に「俺の犠牲を君は無にしたのだ」となじる書簡を何度か出し、佐野のことを憂慮しつつ、「佐野は自殺するであらう」とも書いた。
佐野の盗みが父親の耳に入り、休学・謹慎により山口県に引き上げることになった際には「僕は君の親切を長く痛切に恨む。君は誰よりも怖しい（原文ママ）僕等（引用者注：佐野と菊池）の破壊者であった」と菊池は長崎宛に綴った。1913年（大正2年）7月の書簡では、自らの行ないを「少しも恥ぢるところはない」として、長崎のことを「馬鹿」「ケチな人間」「下らない聖書なんかよして講談本でも読んで常識を養ひ給へ」などと激しく罵倒した。

## 退学後

### 成瀬家の援助と京大入学
菊池の退学後、成瀬正一はすぐに父・成瀬正恭（当時十五銀行の総支配人）に相談した。菊池の退校理由は一切話さず、大学に行く学資が菊池にないから援助してほしいと頼み込んだ。成瀬の父は菊池と同じ香川県出身ということもあり、快く息子の頼みを聞き入れた。
無精であった菊池は、3つの条件（毎日の洗顔、風呂に入ること、着替えをすること）を誓った上で白金三光町の成瀬家に寄宿し、成瀬の母・峰子から母子同様の親身な世話を受けながら、9月に京都帝国大学英文科へ進学する（当初は選科で、翌年に高等学校卒業検定試験に合格してから本科に移る）。ちなみに、成瀬が、菊池の退学と佐野が故郷に帰った真実の事情を初めて知ったのは、6月に友人の石原から告げられた時であった。
菊池は高等学校卒業検定試験合格の際に東京帝国大学文科大学（現在の東京大学文学部）の進学を希望していたが、当時の文科大学長上田萬年の認めるところとならなかった。成瀬と石原が直接に上田学長に必死に懇願してもだめであった。上田萬年は佐野の保証人で、佐野が上田の印章でなくデタラメな印章を押印し下宿届などを一高に出していたことが発覚したこともあったため、上田は菊池を佐野の「悪友」と見なしていたようでもあった。

### 佐野の帝大中退
一方、佐野文夫は父のいる山口県に帰って秋吉台のキリスト教信徒伝道者・本間俊平の「感化」を促す施設で大理石を採掘する謹慎生活を送った後、一高を遅れて卒業、東京帝国大学の哲学科に進学しながら高校時代から続けていたレーニンやフォイエルバッハ、ローザ・ルクセンブルクなどの翻訳を手がけた。しかし、大学に入ってからも盗癖は治らず、哲学科の研究室から本を持ち出したのが発覚し、1914年（大正3年）に東京帝大を中退した。
佐野は成瀬正一から借りた腕時計や久米正雄から借りた金も踏み倒すなどしていたが、一方で非凡な才能を持っていたため、第三次『新思潮』の同人仲間は大目に見ていた。盗みや踏み倒しで得た金で佐野は、倉田百三と待合に行って遊んでいた。この倉田については、彼が妹・艶子を佐野に紹介した一件が、そもそもの事件の発端の元凶と捉えていた菊池にとっては不愉快な存在であった。その後、佐野は山口県秋吉台の本間俊平が営む「感化」のための施設に再び戻り、昼は青空の下で大理石を磨き、夜は聖書を読んで神に祈りを捧げる懺悔の日々を約2年間送った。
なお、長崎は菊池が京都帝国大学に在籍していた1914年（大正3年）に面会した際、事件の折の行動に赦しを求めたところ、菊池は「今はもうそんなことは思っていない」と返答したという。芥川龍之介や久米正雄といった刺激し合う文学の友がいない京都大学では、孤独を紛らわすため研究室や図書館に入り浸り、東京にいられた時よりも「二倍か三倍位多くの本をよむことが出来たと思ふ」とのちに菊池は回想している。多くの読書で菊池は、シングやダンセイニ、グレゴリーなどのアイルランド戯曲に傾倒した。
この時期、佐野が再び盗みの罪を犯したことを知ったであろう菊池は、自分の犠牲的行為が無に帰したことをはっきりと自覚した。
ロマンチシストの菊池は幻滅的な現実を忘れるため、井原西鶴や歌舞伎、オスカー・ワイルド、谷崎潤一郎などの耽美的・享楽的芸術世界を心のよりどころとした。また、京都の芸術を復興させるため、その計画を『中外日報』で呼びかけるが、結局は頓挫し京都にも幻滅していった。やがて菊池は、ワイルドと平行し愛読していたバーナード・ショーの現実主義的思想に実感を伴って共感するようになり、生活信条やいくつかの文学作品にも反映されることになる。

## 菊池の京大卒業後

### 5年ぶりの2人の再会
京大卒業後、成瀬家の尽力もあり時事新報社の取材記者となった菊池は、1917年（大正6年）1月に戯曲「父帰る」を同人誌の第四次『新思潮』に発表し、春には同郷の資産家で旧高松藩士・奥村五郎の娘の包子と結婚した。いつまでも成瀬家の世話になることは心苦しく、実家への送金も月給だけではきつかった菊池は、「バアナード・ショオが金のある未亡人と結婚したやうに、財力のある婦人と結婚すること」を考え「金のある妻か、でなければ職業婦人」を求めていた。
その後1918年（大正7年）に『中央公論』に発表した小説「無名作家の日記」や「忠直卿行状記」が高い評価を受け、菊池は文壇での地位を確立した。
事件から5年後の1918年（大正7年）6月、佐野が父親の縁故で大連にあった南満州鉄道の調査課図書館に転職する際、日本を離れる前に菊池と久米正雄に銀座の服部時計店の前で遭遇し、近くのカフェで懇談している。菊池は同年11月に、この一件を機に佐野を題材にした短編小説「青木の出京」を『中央公論』に発表した。
その小説によれば、佐野は北国に旅立つ前に菊池に会うために時事新報社を訪ねたとされる。「青木の出京」の中では久米の存在はなく、菊池は再会時の複雑な愛憎共存な心境を綴っているが、実際同席していた久米は、2人が会ったときに昔どおりの「情緒纏綿」な親密な感じに戻ったことに驚いたという。

## 佐野のその後
佐野文夫は、満鉄の調査部に就職しそこを辞めた後、再び父の縁故で外務省情報局に勤めた。その時期に小牧近江と知り合い影響された佐野は、社会主義思想に興味を持ち、次第に過激な共産主義思想にのめり込んでいくようになる。一方、息子の行く末を案じていた父親の佐野友三郎は、神経衰弱ぎみな日々を送っていたが、病気を苦に1920年（大正9年）5月に、小刀で喉を突いて死のうとしたが死にきれず、縁側の梁に細紐を吊して縊死自殺をした。
その後、佐野は1922年（大正11年）7月に非合法日本共産党創立に参加。1925年（大正14年）にコミンテルン極東ビューロー上海会議に出席し、翌年には日本共産党の中央委員会議長にも選任され、1927年（昭和2年）にはソ連を訪問し討議に参加するなど活躍した。その頃の佐野は笹塚に居住していた。その後福本イズムをめぐって中央委員を罷免され、1928年（昭和3年）には「三・一五事件」の弾圧で検挙されて転向し、保釈後の1931年（昭和6年）に肺結核で亡くなった。